# Helga Dickel

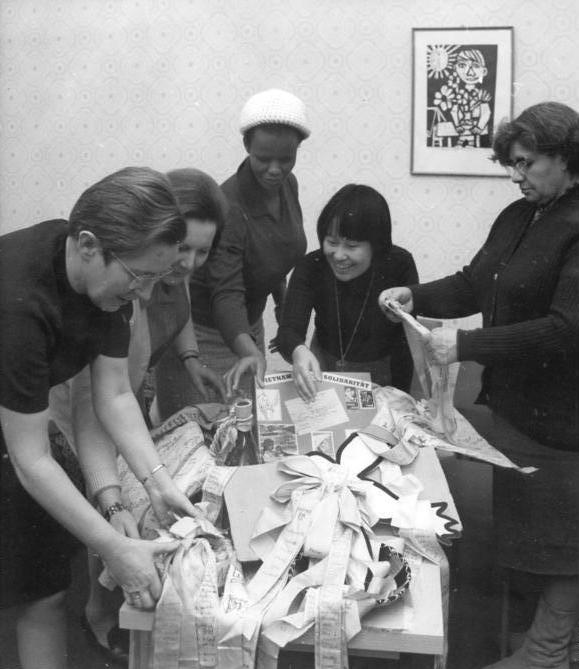
Bild und Text aus dem Bundesarchiv:
Berlin: Frauen des Oderbezirkes üben Solidarität mit Vietnam. Mit Geldbeträgen verbundene Unterschriften auf Schleifenbändern bekunden erneut die Solidarität der Frauen des Bezirkes Frankfurt-Oder mit dem kämpfenden vietnamesischen Volk. Aus Anlass des 25. Jahrestages der IDFF rief der DFD-Bezirksvorstand die Frauen des Oderbezirkes zu dieser Solidaritätsaktion auf. I, Sekretariat der IDFF, in Berlin, nahmen die Generalsekretärin des IDFF, Cecilie Hugel – Frankreich -(2.v.l.), und die Mitglieder des Sekretariats der IDFF: Helga Dickel (links) – BRD, Kate Molale (3.v.l.) – Südafrika –, Takako Tatematsu (2.v.r) – Japan sowie Emperatin Villarros (rechts) aus Chile, die Solidaritätsspende entgegen.

Helga Dickel (geb. Gerschbach; * 1. September 1919 in Vohwinkel; † 17. Februar 2004) war eine deutsche Politikerin (KPD). Sie war von 1950 bis 1954 Mitglied des Landtags von Nordrhein-Westfalen.

## Leben
Nach der Volksschule besuchte Helga Dickel eine Berufsschule und belegte ein Fernstudium zur Textilingenieurin. Bis 1936 arbeitete sie als Weberin.
Sie war bereits vor 1933 Mitglied in der Kinderorganisation der KPD, einem Vorläufer der Organisation Junge Pioniere. 1945 wurde sie Mitglied der KPD und blieb es bis ins Verbotsjahr 1956. Dickel war auch Mitglied der Gewerkschaft Textil-Bekleidung, der Vereinigung der Verfolgten des Naziregimes (VVN), des Demokratischen Frauenbundes Deutschlands (DFD) und der Internationalen Demokratischen Frauenföderation (IDFF).
Bei der Landtagswahl im Jahr 1950 wurde Dickel über die Landesliste der KPD in den nordrhein-westfälischen Landtag gewählt. Sie war Abgeordnete vom 5. Juli 1950 bis zum 4. Juli 1954. Im Mai 1954 wurde gegen die Stimmen von SPD und KPD die Immunität der KPD-Abgeordneten Helga Dickel, Franz Herzner und Betty Pallas aufgehoben, um Gerichtsverfahren gegen sie durchzuführen.
Am 29. Juni 1963 wurde sie auf dem Weltfrauenkongress in Moskau als Vertreterin der Bundesrepublik Deutschland in das Büro der IDFF gewählt. Im Jahr 1975 siedelte sie in die Deutsche Demokratische Republik über, nahm die DDR-Staatsbürgerschaft an und trat in die Sozialistische Einheitspartei Deutschlands (SED) ein. Sie blieb SED-Mitglied bis 1990.

## Privates
Sie war mit Karl Dickel (1908–1982), dem älteren Bruder des ehemaligen Ministers des Innern der DDR, Friedrich Dickel,  verheiratet.

## Auszeichnungen
- 1967 Clara-Zetkin-Medaille
- 1976 Vaterländischer Verdienstorden in Bronze
- 1989 Orden Stern der Völkerfreundschaft in Silber[3]